# Panteón de Caxias
El Panteón de Caxias es un monumento ubicado en la Avenida Presidente Vargas en el centro de la ciudad de Río de Janeiro, Brasil. Se localiza frente al Palacio Duque de Caxias y fue construido para albergar los restos mortales de Luís Alves de Lima e Silva, el Duque de Caxias, patrono del ejército brasileño, y de su esposa Ana Luisa de Loreto Carneiro Viana, Duquesa de Caxias.
El panteón fue construido en 1949 por la alcaldía del entonces Distrito Federal, fue inaugurado el 25 de agosto de ese mismo año.